# Dietil eter
Dietilni eter, znan tudi kot eter in etoksietan, je bistra, brezbarvna in zelo vnetljiva tekočina z nizkim vreliščem in značilnim vonjem. Dietilni eter je najpomembnejši predstavnik razreda organskih kemičnih spojin – etrov. Njegov funkcionalni izomer je butanol. Uporablja se kot organsko topilo, včasih pa se je uporabljal kot splošni anestetik. Eter se slabo topi v vodi (69 g/L).

## Zgodovina
Odkritje etra pripisujejo alkimistu Raimundusu Lullusu (špansko Raimundo Lulio, 1232-1315) z Majorke. To naj bi se zgodilo leta 1275, vendar o tem ni nobenih trdnih pisnih dokazov. Eter je prvi sintetiziral nemški zdravnik in botanik Valerius Cordus (1515-1544) in ga imenoval oleum dulcis vitrioli – sladko vitriolno olje. Dobil ga je z destilacijo zmesi etanola in žveplove kisline (vitriola), ki so jo imenovali vitriolno olje. Etru so že takrat pripisovali zdravilne lastnosti. Približno istočasno je Teofrastus Bombastus von Hohenheim, bolj znan kot Paracelzij, odkril njegove analgetske lastnosti. Spojini je dal ime "eter" August Siegmund Frobenius leta 1730.

## Metabolizem
Dietilni eter presnavlja (verjetno) encim citokrom 450. Dietilni eter inhibira alkoholne dehidrogenaze in zato upočasnjuje metabolizem etanola. Upočasnjuje tudi metabolizme drugih drog, ki imajo oksidativni metabolizem.

## Uporaba
Dietilni eter se v laboratorijih pogosto uporablja kot topilo. V vodi je slabo topen, zato je primeren za ekstrakcije iz raztopin, na primer za ekstrakcijo anisola iz 5% raztopine ocetne kisline v vodi. Uporablja se tudi kot topilo v Grignardovih reakcijah in mnogih drugih reakcijah, v katerih so udeleženi organski kovinski reagenti. Še posebno pomemben je v proizvodnji celuloznih polsintetskih polimerov, na primer celuloznega acetata. Dietilni eter ima visoko cetansko število (85-96), zato se zaradi visoke hlapnosti in nizke temperature samovžiga uporablja kot gorivo za zagon dizelskih in bencinskih motorjev.

### Anestetik
Prvi javni prikaz anestezije z etrom je 16. oktobra 1846 opravil William T.G. Morton v operacijski dvorani splošne bolnišnice v Bostonu, prvo operacijo s splošno anestezijo pa je že 30. marca 1842 v Georgii opravil zdravnik in kirurg Crawford W. Long.
Eter se je občasno uporabljal namesto kloroforma (triklorometan), ker ima višji terapevtski indeks, se pravi večje razmerje med smrtnim (LD50) in terapevtskim odmerkom (ED50). Zaradi visokega terapevtskega indeksa (~1.5-2.2) in nizke cene se še vedno uporablja kot anestetik v nekaterih manj razvitih državah.
Namesto etra se danes uporabljejo nevnetljivi anestetiki, na primer halotan (2-bromo-2-kloro-1,1,1-trifluoro-etan), ki ima tudi manj stranskih učinkov kot so postanestetska slabost in bruhanje. Manj stranskih učinkov imata tudi metil-propil eter (metoksipropan) in metoksifluran (2,2-dikloro-1,1-difluoro-1-metoksi-etan).
Eter se lahko uporabi tudi za anestezijo klopov preden se odstranijo z gostitelja. Anestetik klopa sprosti, tako da se lahko njegov obustni aparat v celoti izvleče iz kože.

### Droga za zabavo
Anestetične lastnosti etra so iz njega naredile drogo za zabavo, ki pa ni bila preveč razširjena. Pred drugimi podobnimi drogami, na primer topili, ima to prednost, da ni strupen.
Čisti eter je težko zaužiti, zato so ga mešali z etanolom in ga v 19. stoletju prodajali kot univerzalno zdravilo in drogo za zabavo, predvsem med kampanjami za zmanjšanje pitja alkoholnih pijač. V tistem času je bilo nedostojno, če so ženske uživale alkoholne pijače na javnih prireditvah, zato so uporabljale nadomestke, ki so vsebovali eter. Uradna medicina je enega od takšnih pripravkov tržila pod imenom Hoffmannove kapljice, zmes etra in etanola pa so prodajali tudi v kapsulah. Eter se lahko tudi inhalira.
Ker se dietilni eter ne meša z vodo in je dobro nepolarno topilo, se uporablja tudi v proizvodnji kokaina. Zaradi takšne zlorabe je uvrščen na seznam prekurzorjev Konvencije Združenih narodov za omejevanje prometa z narkotiki in psihotropnimi substancami.

## Proizvodnja
Dietilni eter se v laboratoriju pripravlja zelo redko, ker je njegova priprava nevarna. Večina dietilnega etra nastaja v labratorijih kot stranski produkt pri hidriranju etena za sintezo etanola. Proces poteka v prisotnosti katalizatorja (fosforjeva(V)kislina na trdnem nosilcu), ki uravnava vsebnost nastajajočega etra. Dietilni eter nastaja tudi pri dehidriranju etanola v plinski fazi v prisotnosti katalizatorja Al2O3. Izkoristek reakcije je 95%.
Dietilni eter se lahko v laboratoriju in industrijsko proizvede iz zmesi etanola in močne kisline, običajno žveplove kisline (H2SO4).  Kislina disociira na H+ ione, ki se vežejo na elektronegativni atom kisika v etanolu (protoniranje) in dajo etanolovim molekulam pozitivni naboj:
CH3CH2OH + H+ → CH3CH2OH2+
Nukleofilni kisikov atom neprotoniranega etanola iz elektrofilne protonirane molekule etanola izpodrine molekulo vode, tako da nastane voda, vodikov ion in dietilni eter:
CH3CH2OH2+ + CH3CH2OH → H2O + H+ + CH3CH2OCH2CH3
Reakcija mora potekati pri temperaturah nižjih od 150 °C, ker bi sicer prišlo do intramolekularne eliminacije vode in nastanka etena:
CH3CH2OH → CH2=CH2 + H2O
Sinteza dietilnega etra je povratna reakcija, zato se v reakcijski zmesi čez čas vzpostavi dinamično ravnotežje in reakcija se navidezno ustavi. Izkoristek reakcije se lahko poveča tako, da se iz reakcijske zmesi z destilacijo odstranjuje dietilni eter, etanol pa se vrača v reakcijsko zmes (Le Chatelierovo načelo).
Druga uporabna reakcija za sintezo dietilnega etra je Williamsonova sinteza etrov, v kateri se alkoksidi, ki nastanejo z raztapljanjem alkalijskih kovin v alkoholih, nukleofilno substituirajo na alkil halogenide.

## Nevarnosti
Etri se med skladiščenjem na zraku, svetlobi in/ali v prisotnosti kovin avtooksidirajo v etrske perokside. Iz dietilnega etra nastaja dietilni eter peroksid. Peroksidi etrov imajo visoka vrelišča in so v suhem stanju eksplozivni. Da bi preprečili avtooksidacijo, se dietilnemu etru dodajo sledovi antioksidanta BHT (2,6-di-terc-butil-4-metilfenol), ki zavira nastajanje peroksidov. 
Eter je izredno vnetljiv, zato se v laboratoriju uporablja s posebno pazljivostjo. Temperatura samovžiga etra je komaj 170 °C, zato lahko pride do samovžiga na vročih površinah brez prisotnosti plamena ali iskre. Za segrevanje etra, na primer pri destilaciji, se zato uporablja vodna para ali vroča voda, s čimer je temperatura omejena na največ 100 °C.